# كأس المثابرة 1997
وهي ثاني بطولة كأس السوبر في العراق والتي تقام بين بطل بطولة الدوري وبطولة الكأس.
وفاز بلقب هذه البطولة نادي القوة الجوية (بطل الكأس والدوري) بعد فوزه على نادي الزوراء (وصيف بطل الدوري) (3-1).
أقيمت المباراة يوم 16 أيار 1997 وسجل الأهداف للقوة الجوية أحمد دحام (هدفين) ورزاق فرحان وسجل هدف الزوراء الوحيد اللاعب محمد جاسم.